# Arginasa
La arginasa (arginina amidinasa, canavanasa, L-arginasa, arginina transamidinasa EC 3.5.3.1) es una enzima hidrolasa con un peso molecular de 105.0 kDa y que contiene manganeso dentro de su estructura. Se encuentra presente en varios tejidos y participa en el ciclo de la urea Krebs-Henseleit. 
Cataliza la reacción: arginina + H2O → ornitina + urea.
Existen dos tipos distintos de arginasa: la arginasa I, localizada en el citoplasma del hígado, y la arginasa II, localizada en la mitocondria del riñón y la próstata.

## Estructura y función
La arginasa pertenece a la familia de enzimas ureohidrolasas. Se trata de un homotrímero. Cada subunidad contiene un sitio activo, y los dos iones manganeso están unidos a oxígenos y separados por aproximadamente 3,3 Å.
La enzima requiere dos moléculas de manganeso para mantener una función apropiada. Estos iones Mn2+ se coordinan con agua, orientando y estabilizando la molécula, y dejando agua para actuar como nucleófilo y atacar L-arginina, hidrolizándola a ornitinina y urea. Cataliza el quinto y último paso en el ciclo de la urea, una serie de reacciones bioquímicas en los mamíferos durante el que el cuerpo coloca de amoníaco nocivo. Específicamente, la arginasa convierte L-arginina a L-ornitina y urea.
La arginasa de mamífero es activa como trímero, pero algunas arginasas de bacterias son hexaméricas. En la mayoría de los mamíferos esta enzima existe en dos formas. La arginasa I trabaja en el ciclo de la urea, y está localizada principalmente en el citoplasma del hígado. Por otro lado, la arginasa II se encuentra implicada en la regulación de concentración de arginina y ornitina en la célula, está localizada en la mitocondria de varios tejidos del cuerpo con mayor abundancia en riñones y próstata, además se encuentra en ausencia de otras enzimas del ciclo de la urea.

## Mecanismo
El sitio activo mantiene a la L-arginina en posición por medio un puente de hidrógeno entre el grupo cloruro de guanidina con Glu227. Este enlace oriente a la L-arginina para un ataque nucleofílico por el hidróxido asociado al metal. Esto resulta en un intermediario tetraédrico. Los iones Mn2+ actúan para estabilizar tanto el grupo hidroxilo como el intermediario tetraédrico, así como desarrollar un solo par de electrones sp3 en el grupo NH2 conforme el intermediario tetraédrico se forma.
Dicho sitio activo es sumamente específico, por lo que modificar la estructura del sustrato o la estereoquímica disminuye severamente la actividad cinética de la enzima. Esta especificidad ocurre debido al alto número de puentes de hidrógeno entre el sustrato y la enzima; los puentes de hidrógeno facilitados por agua saturan tanto las cuatro posiciones aceptoras en el grupo alfa carboxilato, así como las tres posiciones en el grupo alfa amino. La estructura cristalográfica de este complejo con la enzima revela que el metal se desplaza puenteando el ion hidróxido y el clúster de manganeso binuclear.

## Caracterización
La caracterización de esta enzima puede ser por medio de resonancia electroparamagnérica (EPR por sus siglas en inglés). Esta técnica revela que la arginasa totalmente activada por manganeso contiene un centro de dos moléculas de Mn2+ con espines acomplados separadas por 3.6A los cuales se ubican en la parte inferior de la hendidura del sitio activo. Es el centro metálico el encargado de llevar a cabo la catálisis de arginina.

## Función en la respuesta sexual
La arginasa II se encuentra coexpresada en la óxido nítrico sintasa en el tejido muscular liso como lo es el músculo en los genitales de hombres y mujeres. La contracción y relajación de estos músculos se le ha atribuido a la óxido nítrico sintasa, la cual causa un relajación rápida del tejido muscular liso y facilita la obstrucción del tejido necesario para una respuesta sexual normal. Sin embargo, ya que la óxido nítrico sintasa y la arginasa compiten por el mismo sustrato (L-arginina), la arginasa sobre-expresada afecta la actividad de la óxido nítrico sintasa.[cita requerida]

## Patología

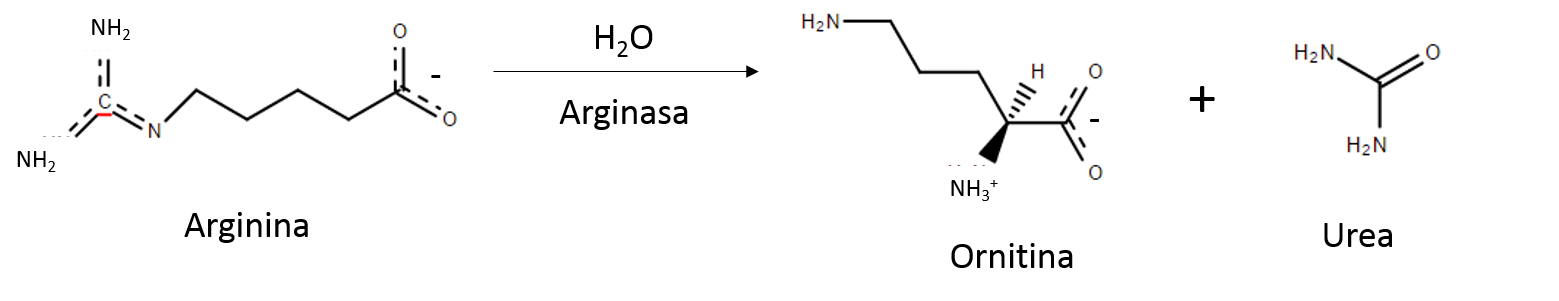
Descomposición de arginina, catalizada por la enzima Arginasa.

Una deficiencia en arginasa se refiere típicamente a un decremento en la actividad de la arginasa L en las células hepáticas, a esto se le conoce comúnmente como hiperargininemia o argininemia. Dicho desorden es hereditario y se considera uno de los más raros dentro de la ureogenesis. Una deficiencia de arginasa, a diferencia de otros desórdenes en el ciclo de la urea, no previene la ureogénesis. Entre los síntomas de este desorden se incluyen discapacidad neurológica, demencia, retraso en el crecimiento, e hiperamonemia; aunque algunos de los síntomas se puedencontrolar con restricciones alimenticias y desarrollos farmacéuticos, no existe una cura completa y efectiva.